# Poltergeist 2
Poltergeist 2 (títol original: Poltergeist II: The Other Side) és una pel·lícula de fantasia i terror estatunidenca, seqüela de la pel·lícula Poltergeist (1982). Es va estrenar el 1986. Ha estat doblada al català.

## Argument
Un any després dels esdeveniments ocorreguts en la primera part de Poltergeist, Costa Verda, el veïnat on vivien els Freeling en la primera part, ha estat evacuat i l'han convertir en una excavació arqueològica paranormal. Arriben fins a trobar una cova subterrània. La mèdium Tangina Barrons (Zelda Rubinstein)  va a un dels seus amics, Taylor (Will Sampson), que és un xaman natiu americà. Després d'investigar la cova subterrània, Taylor descobreix que el Reverend Henry Kane (Julian Beck), un predicador boig i mort, va trobar a Carol Anne i va darrere d'ella.
La família Freeling, Steven (Craig T. Nelson), Diane (JoBeth Williams), Robbie (Oliver Robins), i Carol Anne (Heather O'Rourke), s'han traslladat a Phoenix, Arizona, i ara viuen en una casa amb la mare de Diane, Jessica Àvia Jess Wilson (Geraldine Fitzgerald). Després d'haver perdut la seva llicència d'agent immobiliari, Steve es dedica a vendre aspiradores de porta en porta, mentre omple reclamacions d'assegurances repetides per cobrir la casa desapareguda. L'àvia Jess és molt clarivident, i diu que Diane i Carol Anne són clarividents també. Àvia Jess mor per causes naturals, però no abans de dir-li a Diane per última vegada que ella sempre "estarà aquí" si la necessita.

## Repartiment
- JoBeth Williams: Diane Freeling
- Craig T. Nelson: Steve Freeling
- Heather O'Rourke: Carol Anne Freeling
- Oliver Robins: Robbie Freeling
- Zelda Rubinstein: Tangina Barrons
- Julian Beck: Reverend Kane
- Will Sampson: Taylor (l'indi)

## Llocs de filmació
- Canó de Chelly, Monument Nacional, Chinle, Arizona, Estats Units.
- Chinle, Arizona, Estats Units.
- Canó Red Rock, Parc Estatal - Carretera 14, Cantil, Califòrnia, Estats Units.

## Al voltant de la pel·lícula
- L'actriu Dominique Dunne, que va interpretar Dana (la germana de Carol Anne en la primera pel·lícula) va morir poc després de finalitzar el film anterior, a causa que el seu ex-promés gelós la va escanyar. És per aquest motiu que no surt Dana amb la seva família en aquest film.

- En la pel·lícula hi ha una referència a la pel·lícula Algú va volar sobre el niu del cucut el clàssic de Milos Forman de 1975; quan Steve li diu a la seva dona que aquest indi podria haver escapat d'un manicomi. L'actor Will Sampson (el xaman indi en la pel·lícula) va interpretar a un dement tancat en un manicomi en aquell film.

- Quan Carol Anne i la seva mare estan parlant en la banyera sobre una nena anomenada Alicia, es refereixen clarament a la novel·la de Lewis Carroll: "Alicia al País de les Meravelles".

- L'actor Will Sampson va morir just un any després de l'estrena de la pel·lícula per problemes de cor.

- L'actor que feia de reverend Kane, Julian Beck, estava afectat de càncer quan rodava la pel·lícula. D'aquí el seu rostre gairebé cadavèric. Va morir poc abans d'acabar el rodatge del film. Per aquesta raó en Poltergeist III l'actor que interpreta al reverend Kane és un altre.

- Alguns testimonis van assegurar que van veure a Will Sampson (el xaman indi) anant de nit al lloc del rodatge per fer rituals ancestrals, ja que es rodava sobre veritables ruïnes i cementiris indis.

- La imponent roca monolítica que es veu al principi de la pel·lícula i al cim de la qual arriba Will Sampson és la famosa Spider Rock que es troba dins del Canyó de Chelly a Arizona. En la mitologia dels indis navajos aquesta roca és sagrada i és la llar de la "Dona Aranya", d'aquí el nom de la roca "Spider Rock".

## Rebuda
Poltergeist II va rebre crítiques mixtes a negatives de part de la crítica i de l'audiència. Al portal d'internet Rotten Tomatoes, la pel·lícula té una qualificació de 37%, basada en 19 ressenyes per part de la crítica, mentre que l'audiència li ha donat una qualificació del 35%. En el lloc IMDB els usuaris li han donat una puntuació de 5.7/10, sobre la base de més de 18.000 vots.

## Premis

### Premis de l'Acadèmia, Estats Units
| Any  | Resultat | Premi | Categoria/Destinatari(s)                                                          |
| ---- | -------- | ----- | --------------------------------------------------------------------------------- |
| 1987 | Nominat  | Oscar | Oscar als millors efectes visuals:Richard Edlund John Bruno Gary Waller Bill Neil |

### Acadèmia de Cinema de Ciència-ficció, fantasia i terror, Estats Units
| Any  | Resultat | Premi        | Categoria/Destinatari(s)                                              |
| ---- | -------- | ------------ | --------------------------------------------------------------------- |
| 1987 | Nominat  | Premi Saturn | Millor Pel·lícula de terror Millors Efectes Especials: Richard Edlund |

### Premis Razzie
| Any  | Resultat | Premi        | Categoria/Destinatari(s)                   |
| ---- | -------- | ------------ | ------------------------------------------ |
| 1987 | Nominada | Premi Razzie | Pitjor Actriu secundària: Zelda Rubinstein |